# Élections à l'Assemblée d'Estrémadure de 1995
Les élections à l'Assemblée d'Estrémadure de 1995 (en espagnol : Elecciones a la Asamblea de Extremadura de 1995) se sont tenues le dimanche 28 mai 1995, afin d'élire les soixante-cinq députés de la quatrième législature de l'Assemblée d'Estrémadure.
Le scrutin voit la victoire du Parti socialiste ouvrier espagnol d'Estrémadure (PSOE-Ex), qui remporte une majorité relative de sièges.

## Contexte
Depuis la mort de Francisco Franco et l'avènement de la transition démocratique, l'Estrémadure s'affirme comme une terre dominée par le PSOE.
Lors des élections à l'Assemblée d'Estrémadure du 26 mai 1991, le Parti socialiste ouvrier espagnol d'Estrémadure, au pouvoir depuis mai 1983, confirme sa majorité absolue et établit un record de 39 députés sur 65, avec un résultat de 54,6 % des suffrages exprimés. Il surpasse sans aucune difficulté le Parti populaire d'Estrémadure (PP-E), qui doit se contenter de 19 parlementaires et 27 % des voix. Atteignant 7,2 %, la Gauche unie Estrémadure (IUEx) retrouve sa troisième place dans le jeu politique régional et fait élire 4 représentants, alors que le Centre démocratique et social (CDS) entreprend son reflux en totalisant 3 sièges et tout juste 5,8 %. Quant à l'Estrémadure unie (EU), elle chute jusqu'à 2,5 %, ce qui amène à son exclusion de l'Assemblée pour la première fois depuis douze ans.
Le même jour se tenaient les élections municipales. Là encore, les socialistes sont largement en tête puisque leurs listes engrangent 52,3 %, contre 26,1 % à celles des conservateurs. Les écosocialistes valident leur troisième position avec 7,8 %, soit exactement un point d'avance sur les centristes. Quant aux régionalistes, ils atteignent 1,5 % et se voient devancés par les listes sans étiquettes, qui cumulent 3,3 % des exprimés dans toute la communauté autonome. En conséquence, le PSOE réalise pour la première dans l'histoire régionale le grand chelem en gouvernant les sept communes de plus de 25 000 habitants d'Estrémadure, et dispose de la majorité absolue dans six d'entre elles, Mérida faisant exception de ce point de vue. Il dirige donc les deux députations provinciales, avec une majorité des quatre cinquièmes dans celle de Badajoz.
Le 18 février 1993, les groupes parlementaires du PSOE-Ex et du PP-E proposent une réforme du statut d'autonomie afin d'accroître les compétences propres, partagées et d'exécution de la communauté autonome. Elle est approuvée le 25 mars par 52 voix pour et 6 contre. Envoyée au Congrès des députés, elle y est présentée le 16 avril, soit trois jours après la dissolution des Cortes Generales.
Aux élections générales anticipées du 6 juin 1993, le PSOE domine toujours la communauté autonome avec un total de 51,8 % des suffrages exprimés et 7 députés sur 11. Le PP renforce fortement sa deuxième place en cumulant 36 % des voix et les 4 mandats restant à pourvoir. IU prend une nouvelle fois la troisième position avec 7,9 %, alors que le CDS s'effondre en recueillant à peine 2,1 % devant EU qui dégringole à seulement 1 % des exprimés. Au Sénat, les socialistes s'adjugent trois sièges dans chaque province, les conservateurs remportant systématiquement le quatrième à pourvoir,.
La procédure d'examen de la proposition de loi organique de réforme du statut commence le 30 juin. Elle est adoptée en première lecture le 2 décembre par 279 voix pour, 11 contre et 1 abstention. Le texte est remis au Sénat deux semaines plus tard. Il en assure l'adoption sans aucun amendement le 9 mars 1994, par 206 voix pour, 3 contre et 1 abstention.
Les élections européennes du 12 juin 1994 vont apporter des modifications notables au panorama politique de l'Estrémadure. Bien que toujours premiers, les socialistes reçoivent 45,4 %, ce qui constitue leur plus mauvais résultat depuis 1982. Habituellement distancés, les conservateurs sont cette fois-ci bien placés avec 40,5 % des exprimés, un record en douze ans. Les écosocialistes tirent aussi leur épingle du jeu avec 10,8 %, passant pour la première fois au-dessus des 10 % depuis 1977. Quant aux régionalistes, ils confirment leur marginalisation avec tout juste 1 % des voix.

## Mode de scrutin

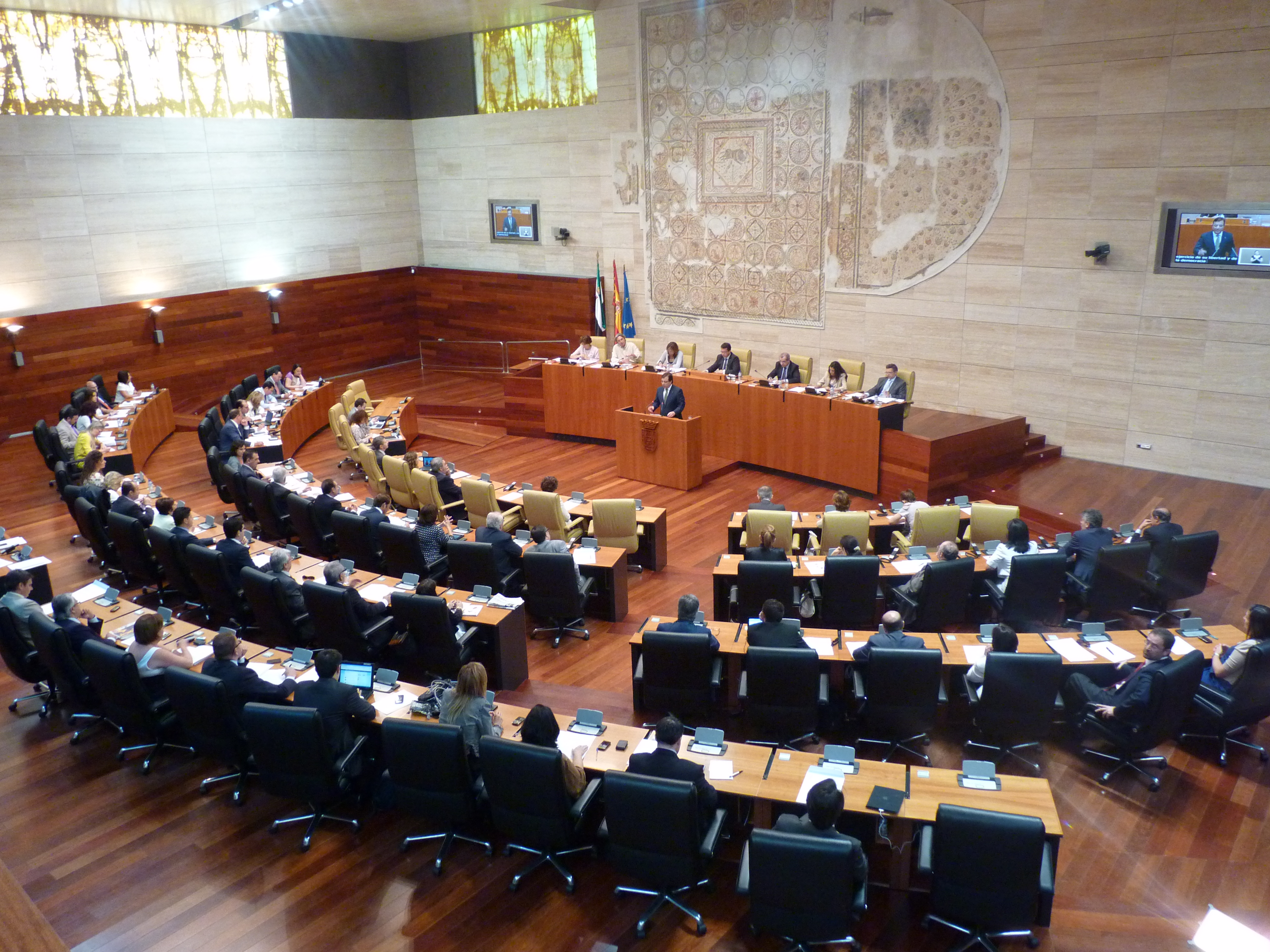
Salle des séances de l'Assemblée.

L'Assemblée d'Estrémadure (en espagnol : Asamblea de Extremadura) se compose de 65 députés, élus pour un mandat de quatre ans au suffrage universel direct, suivant le scrutin proportionnel à la plus forte moyenne d'Hondt.
Chaque province constitue une circonscription, à raison de 35 sièges pour Badajoz et 30 sièges pour Cáceres. Seules les forces politiques – partis, coalitions, indépendants – ayant remporté au moins 5 % des suffrages exprimés au niveau du territoire provincial ou au niveau de la communauté autonome participent à la répartition des sièges.

## Campagne

### Partis et chefs de file
| Force politique | Force politique                                                                                  | Chef de file                 | Idéologie                                         | Résultats de 1991          |
| --------------- | ------------------------------------------------------------------------------------------------ | ---------------------------- | ------------------------------------------------- | -------------------------- |
|                 | Parti socialiste ouvrier espagnol d'Estrémadure Partido Socialista Obrero Español de Extremadura | Juan Carlos Rodríguez Ibarra | Centre gauche Social-démocratie, progressisme     | 54,6 % des voix 39 députés |
|                 | Parti populaire d'Estrémadure Partido Popular de Extremadura                                     | Juan Ignacio Barrero         | Centre droit Conservatisme, démocratie chrétienne | 27 % des voix 19 députés   |
|                 | Gauche unie Estrémadure Izquierda Unida Extremadura                                              | Ricardo Sosa Castaño         | Gauche Écosocialisme, communisme, républicanisme  | 7,2 % des voix 2 députés   |
|                 | Coalition estrémègne Coalición Extremeña                                                         | Pedro Cañada                 | Centre Régionalisme                               | 4 % des voix 0 députés     |

## Résultats

### Voix et sièges
| Inscrits                                                  | Inscrits                     | Inscrits                 | 845 728   |             |                      |                      |
| Abstentions                                               | Abstentions                  | Abstentions              | 183 284   | 21,67 %     |                      |                      |
| Votants                                                   | Votants                      | Votants                  | 662 444   | 78,33 %     |                      |                      |
|                                                           |                              |                          |           |             |                      |                      |
| Bulletins enregistrés                                     | Bulletins enregistrés        | Bulletins enregistrés    | 662 444   |             |                      |                      |
| Bulletins blancs ou nuls                                  | Bulletins blancs ou nuls     | Bulletins blancs ou nuls | 10 179    | 1,54 %      |                      |                      |
| Suffrages exprimés                                        | Suffrages exprimés           | Suffrages exprimés       | 652 265   | 98,46 %     | 65 sièges à pourvoir | 65 sièges à pourvoir |
|                                                           |                              |                          |           |             |                      |                      |
| Liste                                                     | Tête de liste                |                          | Suffrages | Pourcentage | Sièges acquis        | Var.                 |
| Parti socialiste ouvrier espagnol d'Estrémadure (PSOE-Ex) | Juan Carlos Rodríguez Ibarra |                          | 289 149   | 44,33 %     | 31 / 65              | 8                    |
| Parti populaire d'Estrémadure (PP-E)                      | Juan Ignacio Barrero         |                          | 259 703   | 39,82 %     | 27 / 65              | 8                    |
| Gauche unie Estrémadure (IUEx)                            | Ricardo Sosa Castaño         |                          | 69 387    | 10,64 %     | 6 / 65               | 2                    |
| Coalition estrémègne (CEx)                                | Pedro Cañada                 |                          | 25 168    | 3,86 %      | 1 / 65               | 1                    |
| Centre démocratique et social (CDS)                       | Inexistant                   |                          | 0         | 0 %         | 0 / 65               | 3                    |
| Autres listes                                             | Néant                        |                          | 8 858     | 1,36 %      | 0 / 65               |                      |

### Analyse
Alors que 24 600 nouveaux citoyens sont inscrits sur les listes électorales par rapport à 1991, ce sont 79 300 votants supplémentaires qui se déplacent, la plus forte mobilisation depuis douze ans. En conséquence, le taux de participation atteint son record pour des élections autonomiques avec plus de 75 % des inscrits et 650 000 personnes qui se déplacent aux urnes.
Cette exceptionnelle mobilisation ne profite en rien au Parti socialiste ouvrier espagnol d'Estrémadure, puisqu'il perd 24 500 voix favorables en quatre ans. En conséquence, pour la première fois depuis 1982 toutes élections confondues, il se replie de dix points et passe sous la barre des 45 % des suffrages exprimés. Il réalise même son plus faible résultat en voix puisqu'il remporte moins de 290 000 votes en sa faveur. Il perd donc un total de 8 députés et sa majorité absolue, dont il disposait depuis 1983. Il perd 4 sièges dans chaque province, avec un recul de l'ordre de 12 points dans la province de Badajoz et de 7 points dans celle de Cáceres.
C'est le Parti populaire d'Estrémadure qui sort gagnant de ce scrutin, quand bien même il reste cantonné à la deuxième place du jeu politique. Il parvient à engranger 104 700 voix nouvelles en quatre ans et réédite la percée enregistrée aux européennes. Bien qu'il cale juste sous les 40 %, il atteint un niveau record pour une élection autonomique et fait pour la première fois élire plus de 20 parlementaires. Sa progression est homogène dans les deux circonscriptions, dans la mesure où il augmente de 13,4 points dans Badajoz et 11,9 dans Cáceres, où il fait élire 10 députés pour la première fois de son histoire. L'écart entre conservateurs et socialistes se contracte de 129 200 voix et tombe à moins de 30 000 bulletins de vote.
La Gauche unie Estrémadure profite de cette évolution du panorama politique en gagnant 28 100 suffrages favorables par rapport au scrutin précédent. À l'instar des européennes, elle dépasse le seuil symbolique des 10 % des exprimés. Dans toute son histoire régionale, elle réalise ainsi sa meilleure performance en voix et en sièges. Dans les deux provinces, elle avance d'environ 3 points, s'établissant à 12 points dans Badajoz. Quant à la Coalition estrémègne, formée par trois partis régionalistes, elle ne repasse pas les 5 % au niveau de la communauté autonome, mais franchit ce seuil dans Cáceres, où elle remporte son unique élu.

### Conséquences
Le 12 juillet 1995, à l'issue de deux journées de débats, le socialiste Juan Carlos Rodríguez Ibarra n'est pas investi président de la Junte d'Estrémadure pour un quatrième mandat, par 31 voix pour, 33 contre et 1 abstention. Il se soumet à un second vote le 14 juillet et est investi par 31 voix pour, 27 contre et 6 abstentions. Il est officiellement nommé le 17 juillet.